# Ricardo Monreal
Ricardo Monreal (Salinas de Hidalgo, 9 novembre 1947) è un ex cestista messicano.

## Carriera
Con il Messico ha disputato due edizioni dei Campionati mondiali (1967, 1974).